# توعية فيزيائية
يشمل مصطلح التوعية الفيزيائية جوانب من التوعية بالعلوم وتعليم الفيزياء، ومجموعة متنوعة من الأنشطة التي تقوم بها المدارس ومعاهد البحث والجامعات والنوادي والمؤسسات مثل متاحف العلوم التي تهدف إلى توسيع نطاق الجمهور والوعي بالفيزياء وفهمها. في حين أن عامة الناس قد يكونون في بعض الأحيان محور تركيز مثل هذه الأنشطة، فإن التوعية بالفيزياء غالبًا ما تركز على تطوير وتوفير الموارد وتقديم العروض التقديمية للطلاب والمعلمين في تخصصات أخرى، وفي بعض الحالات الباحثين في مجالات مختلفة من الفيزياء.